# Chaceon gordonae
Chaceon gordonae is een krabbensoort uit de familie van de Geryonidae. De wetenschappelijke naam van de soort is voor het eerst geldig gepubliceerd in 1985 door Ingle.